# Cleapa latifascia
Cleapa latifascia är en fjärilsart som beskrevs av Walker 1855. Cleapa latifascia ingår i släktet Cleapa och familjen tandspinnare. Inga underarter finns listade i Catalogue of Life.